# La Vie sexuelle de Catherine M.
La Vie sexuelle de Catherine M. est un récit autobiographique écrit par Catherine Millet. Traduit en 44 langues, vendu à 800 000 exemplaires en France et 2 500 000 exemplaires dans le monde, ce livre a été lʼun des scandales et des succès littéraires de lʼannée 2001.

## Présentation
Lʼauteur entreprend de raconter en détail lʼensemble des expériences sexuelles quʼelle a menées au cours de sa vie. Elles sont distribuées en quatre chapitres : Le nombre, Lʼespace, Lʼespace replié et Détails, de façon à éviter la narration chronologique.
La particularité de ce récit se fonde sur la vie sexuelle dite « libertine » de Catherine M. Le personnage principal admet avoir eu un nombre incalculable de partenaires dits « anonymes » (qu'elle oppose aux « relations connues ») depuis sa jeunesse en raison de l'absence de considérations morales négatives concernant la sexualité. Ce faisant, elle s'inscrit dans le courant philosophique des libertins, et dans la littérature du roman libertin très présent en France aux XVIIIe et XIXe siècles et qui inclut entre autres Sade et Laclos.
Le texte joue sur un contraste fort entre le sujet (souvent cru, la sexualité y est dépeinte dans le souci le plus absolu du détail) et la forme (un registre de langage volontiers soutenu, précis et chirurgical).
Dans certains développements, le livre peut sʼapparenter à un essai, où lʼauteur déploie de multiples micro-analyses, nʼhésitant pas à théoriser ses expériences.

## Accueil critique
En 2001, l'ouvrage reçoit le prix Sade. Pour Marie Tréhard de Marianne, les jurés ont ainsi retenu un ton libre et « la désacralisation de la sexualité féminine ».
Pour Delphine Peras de L'Express, le livre « s'avère assez ennuyeux et sans grand intérêt littéraire », mais possède « une sincérité indiscutable ». Jérôme Garcin, dans un article du Nouvel Observateur, le décrit comme « impassible, répétitif et technique ». Philippe Sollers, dans Le Monde, juge au contraire le livre « excellent, très bien écrit et absolument sidérant ».